# Itō
Itō (jap. 伊東市 Itō-shi) – miasto w Japonii, w prefekturze Shizuoka (środkowe Honsiu).

## Położenie
Miasto leży w zachodniej części prefektury Shizuoka na wschodnim brzegu półwyspu Izu. Miasto graniczy z Atami, Izu i Izunokuni w prefekturze Shizuoka.

## Historia
Miasto zostało założone 10 sierpnia 1947 roku.

## Miasta partnerskie
- Wielka Brytania: Medway
- Włochy: Rieti